# Bleu des Causses
Bleu des Causses är en grönmögelost från bergsområdet Bleu des Causses i södra Frankrike. Det är en mildare version av Roquefortost men den görs av pastöriserad komjölk. Osten lagras i naturlg kalkstensgrottor i bergsområdet som givit osten dess namn. Grottorna kallas fleurines och lagringen görs i minst 70 dagar och upp till ett halvt år. De har en naturlig skorpa och innandömet är elfenbensgult på ostar gjorda av mjölk från sommaren och vitt på när osten tillverkats av vintermjölk. Osten är vanligtvis 20 centimeter i diameter, 8–10 centimeter hög och med en vikt på 2,3–3 kilogram.